# 紫色经济
紫色经济是可持续发展的一部分，在经济发展过程中强调产业和服务的潜在文化价值。

## 定义
“紫色经济旨在在经济中融入文化因素，它通过适应全球化中的人文多样性和依托文化元素来实现产业和服务价值”。这两种横向和纵向的趋势相互补充。实际上，附着在产品中的文化元素的增长是与地区文化活动紧密相连的。

## 文化实力的增强
紫色经济的背景是由现代社会中不断增强的文化重要性决定的。在所有的影响因素中，特别要指出以下因素：由于经济高速增长的发展中国家的出现而导致的世界经济和政治的再平衡、回归本地环境（被重新视为稳定点）、新形式的要求（在强大的理论被推翻后）、由文化消费所产生的对于提高质量的社会要求（它与大众化、个性化和延长人类寿命等概念并驾齐驱）、创新手段（一种精神文明状态、跨学科性和意外发现等）……

## 应用领域
紫色经济拥有跨领域的特征，即不论在哪个领域，它都可以依靠文化元素来实现产业和服务的价值。
比如感官和体验经济可作为其中一个领域。
紫色经济区别于文化经济，后者依靠于特定的行业逻辑。
2013年六月，我们公布了第一组对于紫色经济的跨机构研究成果，机构中包括来自联合国教科文组织、经济合作与发展组织、法语国家及地区国际组织、法国政府部门、企业和公民社会的专家。这份研究成果强调了文化化这一现象的重要性，它将有可能在此后涉及所有经济领域，包括对就业和教育的影响。成果也区分了紫色职业和紫色专业的概念：前者根据专业指向直接与文化环境相关联（比如城市设计家和领土整治工作者)；而后者仅仅需要顺应文化化转变自身即可（比如人力资源和市场营销和交流等)。
另一份于2017年六月公布的研究成果 展示了人文环境的不同方面，指出经济是可以创造文化效益的，例如：学习、建筑、艺术、色彩、美学、想象、遗产、娱乐、软技能、独特性等。

## 起源
该术语于2011年于法国《世界报》发表的一份宣言中首次被提出。在签署人中，多样性协会（拉丁语：Diversum）的理事们提出这一设想。多样性协会于2011年十月在巴黎组织了第一届紫色经济国际论坛。这一论坛受到联合国教科文组织、欧洲议会和欧洲联盟委员会的赞助。

## 可持续发展附属成分
紫色经济强调外部性：文化环境是大家共同的财富，所有经济参与者在文化环境中有所汲取的同时也留下了其印记。基于这个观点，紫色经济将文化作为可持续发展的一个极点。
文化因素一直都是可持续发展的关键所在。文化环境仅是可持续发展的组成部分之一，它是除自然环境（绿色经济）和社会环境（社会经济）之外人们关注的另一焦点。
文化环境仅是可持续发展的组成部分之一，它与自然环境（绿色经济）和社会环境（社会经济）一样是人们关注的焦点问题。2015年第21届关于气候变化的联合国会议前夕，发表于《世界经济》的一份声明的重新定义了可持续经济组成部分之间的互补性。

## 参見
- 可持续发展
- 文化多样性
- 知識經濟
- 全球化